# Johnny Marr
Johnny Marr (Manchester, 1963. október 31. –) angol gitáros, producer, zeneszerző, szövegíró. A brit alternatív rockzenei életbe Morrissey-vel történt találkozása után robbant be a The Smiths nevű legendás formáció megalakítása után.

## Pályafutása
John Martin Maher Manchesterben született 1963. október 31-én ír bevándorlók gyermekeként. Marr gyermekkorában futballista szeretett volna lenni, próbajátékon vett részt többek között a Nottingham Forest és a Manchester City csapatainál is. Első együttesét 13 évesen alapította. Játszott a Sister Ray and Freaky Party együttesekben, majd megalakította a The Smiths nevű formációt.
2007-ben a Modest Mouse zenekarral turnézott.

## Diszkográfia
| Megjelenés | Cím                              |
| ---------- | -------------------------------- |
| 2013       | The Messenger                    |
| 2014       | Playland                         |
| 2015       | Adrenalin Baby: Johnny Marr Live |